# Draculoides julianneae
Draculoides julianneae är en spindeldjursart som beskrevs av Harvey 200. Draculoides julianneae ingår i släktet Draculoides och familjen Hubbardiidae. Inga underarter finns listade i Catalogue of Life.